# زلزال بابوا غينيا الجديدة 2018
زلزال بابوا غينيا الجديدة 2018 هو زلزال ضرب غينيا الجديدة في يوم 26 فبراير 2018 في الساعة 3:44 صباحاً بالتوقيت المحلي، ضرب الزلزال منطقة هيلا في غرب غينيا الجديدة قرب الحدود البرية مع إندونيسيا بقوة 7.5 ريختر، تسبب الزلزال بمصرع 31 شخص وإصابة حوالي 300 شخص.